# 科夫拉訥
科夫拉訥是瑞士的城鎮，位於該國西部，由納沙泰爾州負責管轄，面積6.49平方公里，海拔高度803米，2011年人口695，一半人口信奉基督教，人口密度每平方公里107人。